# 560-ті до н. е.

## Події

### Рим
Царем Риму був напівлегендарний Сервій Туллій (відомий за пізніми згадками в римського історика Тита Лівія). Сервій продовжив війну з етрусками, зокрема 569 року до н. е. отримав тріумф.

### Греція
- Відбувалася афіно-мегарська війна, в якій добре проявив себе Пісістрат.
- Пісістрат 561 чи 560 року до н. е. захоплює владу в Афінах та стає тираном.
- Царем грецького царства Кирена в Африці був Батт II, який у війні з єгипетським фараоном Апрієм 670 року до н.е.  розгромив єгиптян.
- Вихідці з Фокеї заснували на острові Корсика грецьку колонію Алалію.

### Близький Схід та Єгипет
Царем Лідії був Аліатт II.
Царем Вавилону до 562 року до н. е. був Навуходоносор II, йому спадкував Амель-Мардук. Він звільнив з тюрми юдейського царя Йоахина.
Фараоном Єгипту був Апрій, проти якого після поразки від киренських греків було піднято повстання. Фараоном був проголошений Яхмос II, який надалі одружився з дочкою Апрія. Апрій загинув близько 567 року до н. е.

### Китай
У Китає триває період Чуньцю.

## Персоналії

### Діяльність
- Солон, афінський законодавець і політик

### Народились
- за однією з версій традиції 563, Сіддгартха Ґаутама, індійський філософ та цар, засновник буддизму

### Померли
- 560-ті, Езоп, давньогрецький байкар